# La Sacrifiée (film, 1910)
Pour les articles homonymes, voir La Sacrifiée.
Pour plus de détails, voir Fiche technique et Distribution.
La Sacrifiée est un film muet français réalisé par Léonce Perret, sorti en 1910.

## Fiche technique
- Titre : La Sacrifiée
- Réalisation : Léonce Perret
- Scénario :
- Photographie : Georges Specht
- Société de production : Société des Etablissements L. Gaumont
- Pays d'origine :  France
- Format : Noir et blanc — 35 mm — 1,33:1 — Muet
- Genre : Film dramatique
- Métrage : 180 mètres
- Durée : 6 minutes
- Dates de sortie :
  -  France : 1910

## Distribution
- Georges Tréville